# Artipe fulva
Artipe fulva är en fjärilsart som beskrevs av Dudley Moulton 1911. Artipe fulva ingår i släktet Artipe och familjen juvelvingar. Inga underarter finns listade i Catalogue of Life.